# サクラスクールシミュレーター
『サクラスクールシミュレーター』（SAKURA School Simulator）は、ガルソフトによって開発されたiOS・Android用ゲームアプリ。略称は「サクシミュ」。課金要素は存在せず、無料ですべてのコンテンツをプレイすることができる。

## 概要
千葉県木更津市に本社を置くガルソフトの32作目の作品(事前登録中のものを除く)。オープンワールド型のシミュレーションゲームであり、プレイヤーはさくら町を舞台に高校の生徒や住人と交流しながら生活を疑似体験することができる。交流により、生徒たちからの好感度は変動し、好感度が上昇すると、恋人になったりお金をもらったりすることができる。プレイヤーの視点は、はじめは男子高校生か女子高校生のどちらかとなるが、アンロックすることにより小学生男などの視点でプレイすることができるようになる。
本ゲームに特定のエンディングは存在せず、敵キャラクターを倒してお金や武器を獲得したり、ミッションを達成したり、生徒たちとの仲を深めることが主なゲームの楽しみ方となる。
コンテンツは定期的に追加され、基本的に動画広告を視聴することでアンロックすることができる。
2023年9月のアップデートで、ガイドラインの配慮により武器がおもちゃを彷彿とされるスキンに変更されている。また、NPCを倒した時は本来ならラグドール状態になるが、これも配慮により布団で横になって寝ている演出に変更されている。ただし、現在は設定からファニーモードを無効にすることで従来の演出に戻すことができる。なお校舎内での発砲や暴力はファニーモードが有効かどうかにかかわらず、Android版･iOS版共にできなくなっている。
α版のPVは2018年5月10日に公開された。

## システム

### ボタン
ATTACK
攻撃ができる。攻撃手段は右下のボタンから変更できる。また設定でボタンのサイズを小さくしたり消すことができる。
ACTION
何か動作をする際に必要なボタン。座ったり何かを持ち上げるときに押す。
JUMP
ジャンプをすることができる。また忍者の服装の場合ジャンプ力がかなり上がり、２段ジャンプも可能。
JETPACK
ジェットパックを出現させることができる。現在のデザインはver1.029の時のデザイン。
ZOOM
画面の拡大ができる。
SAVE
セーブができる。またセーブの際にどのデータにセーブするかを選択できる。
カメラ
写真を撮影できる。
HELP
ゲームに関する情報が得られる。ver.1.038.56時点で37ページ存在
MISSION(トロフィー)
ミッションとトロフィーが表示される。ver.1.038.56時点でミッションは２つあり、トロフィーは57個存在する。
Radar
レーダーと「呼ぶ」が存在する。「呼ぶ」の効果として友達以上の評価のNPCを呼ぶことができる。
ITEM
アイテム一覧を見ることができる。使うか捨てるかを選べる。
MENU
場所移動、キャラチェンジ等が行える。また、「呼ぶ」も存在する。

## 武器
ゲーム内で手に入る武器について解説する。基本武器はひまわり組で入手可能。弾の購入は港にいる武器商人から行える。

### 基本武器
| 名前               | 初期弾数 | 威力      | 弾の値段 |
| ------------------ | -------- | --------- | -------- |
| ピストル           | 30発     | 34        | 2000円   |
| アサルトライフル   | 40発     | 15        | 1000円   |
| ショットガン       | 15発     | 800 (120) | 2000円   |
| スナイパーライフル | 10発     | 45        | 2000円   |
| ロケットランチャー | 20発     | 200       | 2000円   |
| 日本刀             | -        | 18        | -        |
| ビーム             | -        | 20〜70    | -        |

### 限定武器
小学生男、小学生女、猫執事がデフォルトで持っている武器である。他キャラは所持不可。
| 名前               | 所持キャラ       | 備考                                                                |
| ------------------ | ---------------- | ------------------------------------------------------------------- |
| パチンコ           | 小学生男         | 被弾すると爆発する                                                  |
| ステッキ(ATTACK)   | 小学生女         | ビームのようなものが出る                                            |
| ステッキ(HEAL)     | 小学生女         | 周りにいるキャラのHPが回復する                                      |
| 炎攻撃             | 猫執事           | 手から炎が出る                                                      |
| 電磁波攻撃         | 猫執事           | 自分の周囲に電磁波のようなものを出す                                |
| スプレッドショット | 猫執事・小学生男 | 小学生男の場合は弾が複数 猫執事の場合はビームのようなものが複数出る |

## 配信国
日本
リリース日は前述の通り。
中国
中国向けに独自の変更・追加が行われている。